# Округ Фејет (Пенсилванија)
Округ Фејет (енгл. Fayette County) је округ у америчкој савезној држави Пенсилванија.

## Демографија
По попису из 2010. године број становника је 136.606, што је 12.038 (-8,1%) становника мање него 2000. године.
| Група             | 2000.           | 2010.           |
| Белци             | 141.265 (95,0%) | 126.888 (92,9%) |
| Афроамериканци    | 5.223 (3,5%)    | 6.325 (4,6%)    |
| Азијати           | 323 (0,2%)      | 405 (0,3%)      |
| Хиспаноамериканци | 564 (0,4%)      | 1.049 (0,8%)    |
| Укупно            | 148.644         | 136.606         |